# Peck (krater)
För andra betydelser, se Peck.
Peck är en nedslagskrater med en diameter på 30 kilometer, på planeten Venus. Peck har fått sitt namn efter den amerikanska bergsklättraren och författaren Annie Peck.